# Cykasin

strukturní vzorec

Cykasin (cycasin) je glykosid methylazoxymethanolu C8H16N2O7, který se tvoří v cykasech. Je hepatotoxický, neurotoxický a karcinogenní pro člověka i zvířata. Dalším jedem vlastním cykasům je BMAA.
Vzhledem k tomu, že cykasy slouží i jako zdroj potravy, používají domorodci různé metody vyplavovaní tohoto jedu, který může způsobovat otravu cykasy. V oplodněných vajíčkách cykasů se nachází až 3,5 % cykasinu.